# Dale Earnhardt junior
Ralph Dale Earnhardt junior (* 10. Oktober 1974 in Kannapolis, North Carolina) ist ein ehemaliger US-amerikanischer Rennfahrer und Sohn der Rennsportlegende Dale Earnhardt. Die Vorfahren der Familie Earnhardt (Ehrenhardt) stammen aus dem deutschen Ilbesheim. In seiner Karriere hat er erfolgreich an diversen Rennserien und Veranstaltungen teilgenommen. Zu seinen Erfolgen zählen unter anderem der zweifache Gesamtsieg in der NASCAR Nationwide Series und der Sieg beim Daytona 500 in den Jahren 2004 und 2014. Seit dem Jahr 2008 war er Fahrer des Chevrolets mit der Startnummer 88 im NASCAR Sprint Cup. Earnhardt junior ist zudem Besitzer von JR Motorsports und ehemaliger Mitbesitzer von Chance 2 Motorsports.

## Karriere

### Frühe Jahre
Dale Earnhardt junior wurde in Kannapolis als Sohn von Benda Lorraine Gee und Ralph Dale Earnhardt senior geboren. Sein Großvater mütterlicherseits Robert Gee war ein NASCAR-Fahrzeugbauer. Seine Rennfahrerkarriere begann er im späten Alter von 17 Jahren, als er an Wettbewerben in der Street Stock-Division auf dem Motorsport Park in Concord, North Carolina teilnahm. Sein erster Rennwagen war ein 1979er Chevrolet Monte Carlo, den er zusammen mit seinem älteren Halbbruder Kerry besaß. Innerhalb von zwei Saisons hatten sich seine Fähigkeiten so verbessert, dass er in der Late Model Stock Car-Division starten konnte. In dieser Serie entwickelte er tiefergehende Kenntnisse im Setup und der Vorbereitung von Rennwagen, während er gegen Kerry und seiner Schwester Kelley Earnhardt-Elledge antrat. In den Jahren 1996 und 1997 fuhr er insgesamt neun Rennen in der NASCAR Busch Grand National Series für Dale Earnhardt Inc. und Ed Whitaker. In den darauffolgenden beiden Jahren gewann er zweimal hintereinander die Meisterschaft in der Busch Series vor Matt Kenseth.

### 2000

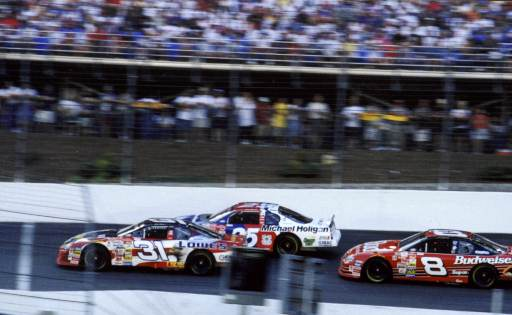
Dale Earnhardt junior im Wagen #8 beim Coca-Cola 600 im Jahre 2000

Im Jahre 2000 war Earnhardt junior Anwärter auf die Rookie of the Year-Auszeichnung der NASCAR. Sein ärgster Rivale um den Titel war wiederum Matt Kenseth. Im Eröffnungsrennen, dem Daytona 500 kam Kenseth vor Earnhardt Junior ins Ziel. Dafür siegte er auf dem Texas Motor Speedway und dem Richmond International Raceway. Auch war er der erste Neuling, der das Winston, die spätere All-Star Challenge, gewann. Letztendlich ging der Titel des Rookie of the Year an Kenseth mit einem Vorsprung von 42 Punkten.
Im Jahre 2000 war er an einem weiteren Meilenstein in der Geschichte der noch als Winston Cup bezeichneten Rennserie beteiligt: Mit seiner Teilnahme am Pepsi 400 war es erst das zweite Mal, dass ein Vater gegen zwei Söhne in einem Rennen antrat, da auch sein Halbbruder Kerry an diesem Rennen teilnahm. Für das erste Ereignis dieser Art sorgten Lee, Richard und Maurice Petty.
Abseits der Rennstrecke schrieb Earnhardt Junior ein Buch mit dem Titel Driver #8 über seine erste Saison.

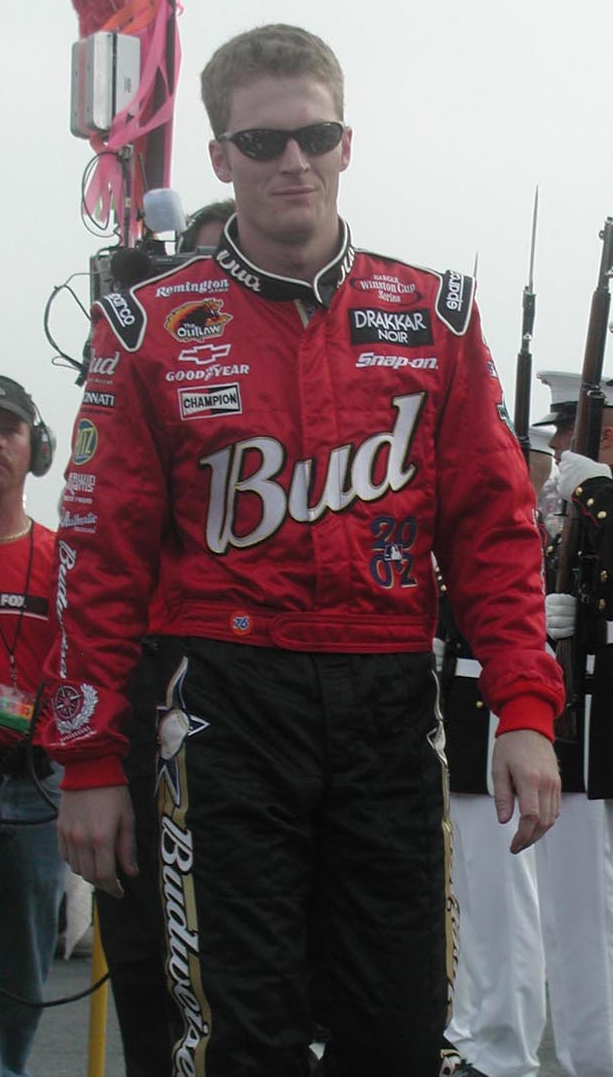
Dale junior während eines Rennens

### 2001
Als Earnhardt junior in die Saison 2001 startete, hoffte er einer weiteren Krise zu entgehen. Doch diese Saison sollte eine der wirrsten und denkwürdigsten für ihn werden.
Auslöser waren die Ereignisse in der letzten Kurve der letzten Runde beim Daytona 500, dem Saisonauftakt des NASCAR Sprint Cups. Während Earnhardt junior als zweiter nach seinem Teamkollegen Michael Waltrip über die Ziellinie fuhr, war sein Vater in Kurve 4 in einen Unfall mit Sterling Marlin involviert, der zu dieser Zeit auf Position vier lag. Dale Earnhardt senior kam bei diesem Unfall ums Leben und wurde um 20:35 Uhr für tot erklärt. Earnhardt junior startete am darauffolgenden Wochenende in Rockingham, beendete das Rennen aber als 43., nachdem er in einen Unfall verwickelt gewesen war, der dem seines Vaters sehr ähnlich sah. Earnhardt junior fing sich wieder und siegte auf dem Dover International Speedway, dem Talladega Superspeedway sowie beim zweiten Rennen des Jahres auf dem Daytona International Speedway. Die Saison beendete er als achter in der Meisterschaft.
Mit dem Sieg auf dem Talladega Superspeedway gewann er den Winston No Bull 5, der ihm einen Bonus von einer Million US-Dollar einbrachte. Insgesamt erzielte Earnhardt junior im Jahr 2001 neun Top-5 und 15 Top-10-Resultate sowie zwei Pole-Positionen.

### 2002–2003
Die Saison 2002 glich für Earnhardt junior einer Achterbahn. Nachdem er eine Gehirnerschütterung auf dem California Speedway im April erlitten hatte, mühte er sich auf der Strecke ab. Erst Mitte September gab er diese Verletzung zu. In den drei folgenden Rennen nach dem auf dem California Speedway beendete er die Rennen nicht besser als Rang 30. Dennoch gelang es ihm zwei Siege auf dem Talladega Superspeedway, zwei Pole-Positionen und Platz 11 in der Meisterschaft einzufahren.
In der Saison 2003 war Earnhardt junior ein echter Meisterschaftskandidat. Er gewann zum vierten Mal hintereinander auf dem Talladega Superspeedway, was einen neuen Rekord darstellte. Aber unter den Fans kamen Gerüchte auf, dass Earnhardt junior nur auf sogenannten Restrictor Plate-Rennen gewinnen könne, das heißt Rennen, auf denen die Leistung der Wagen mit Luftmengenbegrenzern reduziert wird und die ganz anders als gewöhnliche Rennen ablaufen. Sein letzter Sieg auf einer „normalen“ Rennstrecke war im Jahre 2001 auf dem Dover International Speedway. Er setzte den Gerüchten ein Ende, als er im Oktober auf dem Phoenix International Raceway siegte. Earnhardt junior beendete die Saison 2003 als Dritter in der Meisterschaft und wurde zudem als beliebtester Fahrer der Serie ausgezeichnet.

### 2004–2006

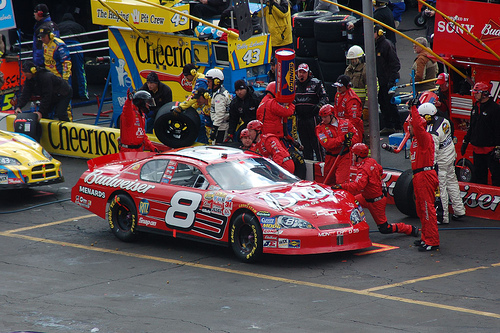
Earnhardt junior in der Boxengasse beim Frühjahrsrennen 2006 in Bristol

Im Jahre 2004 gewann Dale Earnhardt junior das Daytona 500, sechs Jahre nachdem sein Vater das letzte Mal dieses Rennen hatte gewinnen können. Am 18. Juli verunglückte er an einem rennfreien Wochenende in einer Corvette C5-R während eines Trainings zum Grand Prix von Sonoma der American Le Mans Series auf dem Infineon Raceway. Nachdem er von Mike Rockenfeller getroffen worden war, schleuderte der Wagen von der Strecke, schlug in eine Betonwand ein und ging in Flammen auf, während Earnhardt junior sich noch im Cockpit befand. Er erlitt Verbrennungen zweiten und dritten Grades am Nacken, Kinn und Beinen, hauptsächlich bedingt dadurch, dass er keine Sturmhaube unter seinem Helm trug. Aufgrund der Verletzungen konnte er an zwei Rennen nicht teilnehmen, bei denen er von Martin Truex junior und John Andretti ersetzt wurde. Im Herbst gelang ihm als erster ein Doppelsieg im Sprint Cup als auch in der Nationwide Series auf dem Bristol Motor Speedway.
Er schaffte es, sich für das Playoff-Format, dem Chase for the Sprint Cup, zu qualifizieren und fuhr seinen fünften Sieg der Saison in Talladega ein. Allerdings wurde er mit einem Punkteabzug von 25 Punkten bestraft, weil er sich im Fernsehen obszön äußerte, was eine Verletzung der NASCAR-Regeln ist. Dieser Vorfall zusammen mit zwei aufeinanderfolgenden Ausfällen warfen ihn praktisch aus dem Rennen um die Meisterschaft. Er beendete die Saison als Fünfter mit insgesamt sechs Saisonsiegen in Daytona, Atlanta, Richmond, Bristol, Talladega und Phoenix. Gleichzeitig wurde er zum zweiten Mal als beliebtester Fahrer der Serie ausgezeichnet.
Am Ende der Saison wurde bekannt, dass Tony Eury senior zum Teammanager von Dale Earnhardt, Inc. ernannt werden sollte und Tony Eury junior gleichzeitig der Crew Chief für den Wagen Nr. 15 von Michael Waltrip. Peter Rondeau wurde zum Crew Chief von Earnhardt junior bis zum Coca-Cola 600, als er durch den Chefmechaniker Steve Hmiel ersetzt wurde. Er half ihm beim Sieg im Juli auf dem Chicagoland Speedway. Durch den Motorschaden auf dem California Speedway wurde Earnhardt junior um die Teilnahme an der Meisterschaftsentscheidung gebracht. Nach dem Herbstrennen in Richmond wurde sein Cousin Tony Eury junior wieder sein Crew Chief, was sofort wieder zu besseren Resultaten führte. Am Ende der Saison wurde er zum dritten Mal in Folge als beliebtester Fahrer ausgezeichnet.

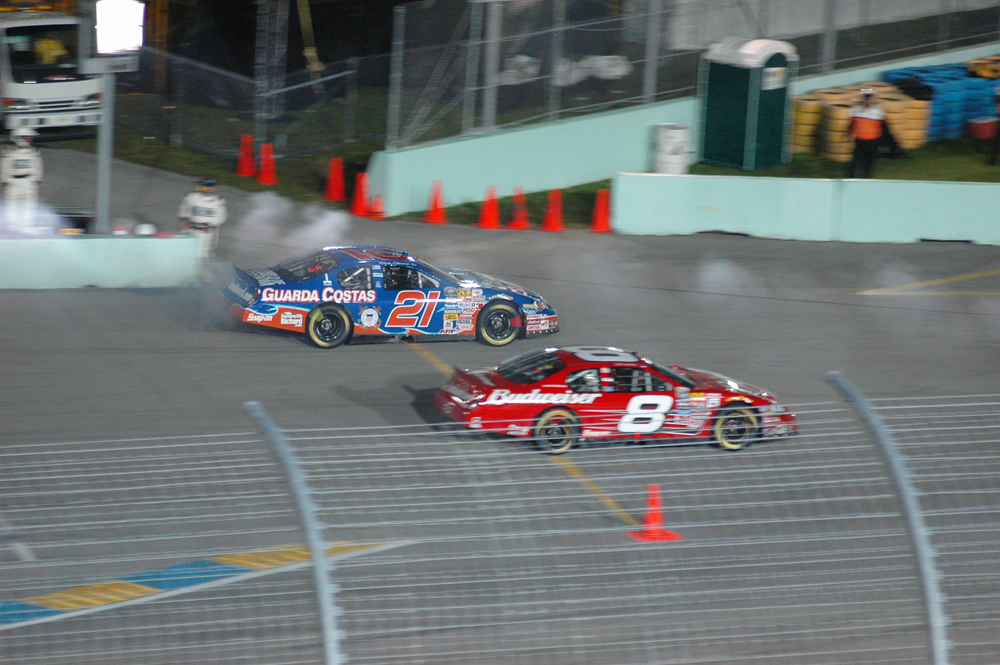
Kevin Harvick und Dale Earnhardt junior beim Herausbeschleunigen aus der Boxengasse, 2006

Währenddessen bewies er seine Fertigkeiten als Rennwagenbesitzer. Sein Team JR Motorsports, das im Jahr 2005 mit einem Wagen in der USAR Hooters ProCup Series vertreten war, konnte ein Rennen gewinnen und qualifizierte sich für die Four Champions-Playoffs. Fahrer Mark McFarland wechselte zum Jahr 2006 in die Nationwide Series und fuhr dort den US Navy-Chevrolet mit der Nummer 88 von JR Motorsports, unterstützt von Richard Childress Racing. Allerdings wurde er vor dem Herbstrennen in Michigan, dem Carfax 250, gefeuert und durch Robby Gordon und Martin Truex junior für den Rest des Jahres ersetzt. Den Wagen im USAR Hooters ProCup übernahm für das folgende Jahr Shane Huffman, der lange Zeit auf Short-Tracks gefahren ist.
Im Jahre 2006 fuhren Earnhardt junior und die anderen Teammitglieder von Dale Earnhardt Inc. beim Frühjahrsrennen auf dem Talladega Superspeedway mit einer besonderen, schwarzen Farblackierung auf ihren Wagen als Reminiszenz an die berühmte Lackierung der Nr. 3. Am Vatertag fuhr er einen altmodischen Budweiser-Wagen auf dem Michigan International Speedway zu Ehren seines Großvaters und Vaters, die beide zu einem Zeitpunkt ihrer Karrieren einen Wagen mit der Startnummer 8 fuhren. Nachdem das Rennen wegen Regens vorzeitig beendet worden war, beendete Earnhardt junior das Rennen als Dritter hinter dem Sieger Kasey Kahne. Nach 17 Rennen lag er auf Position drei in der Meisterschaft mit einem Sieg in Richmond im Mai 2006.
Während des Rennens in New Hampshire wurde Earnhardt junior Opfer eines zweiten Motorschadens in der 2006er Saison, das er daraufhin auf Position 43 beendete. Beim darauffolgenden Rennen in Pocono fuhr er inmitten einer Gruppe von Wagen, als er in Kurve 2 einen Unfall hatte. Aufgrund dieser beiden Vorfälle fiel er auf Platz 11 in der Meisterschaftstabelle zurück, was einer Nichtteilnahme am Chase for the Cup bedeutet hätte. Auf dem Indianapolis Motor Speedway traf Earnhardt junior zusammen mit seiner Crew die wichtige Entscheidung, beim letzten Boxenstopp auszulassen, um ein Top-10-Ergebnis einfahren und ihn damit auf den zehnten Platz in der Meisterschaftstabelle katapultieren zu können.
Dale Earnhardt junior schaffte es in den Chase for the Cup auch nach einem 17. Platz beim Chevy Rock and Roll 400 auf dem Richmond International Raceway am 9. September 2006. Er ging als Sechster in diesen Play-off und beendete die Saison als Fünfter, 147 Punkte hinter Champion Jimmie Johnson.

### 2007

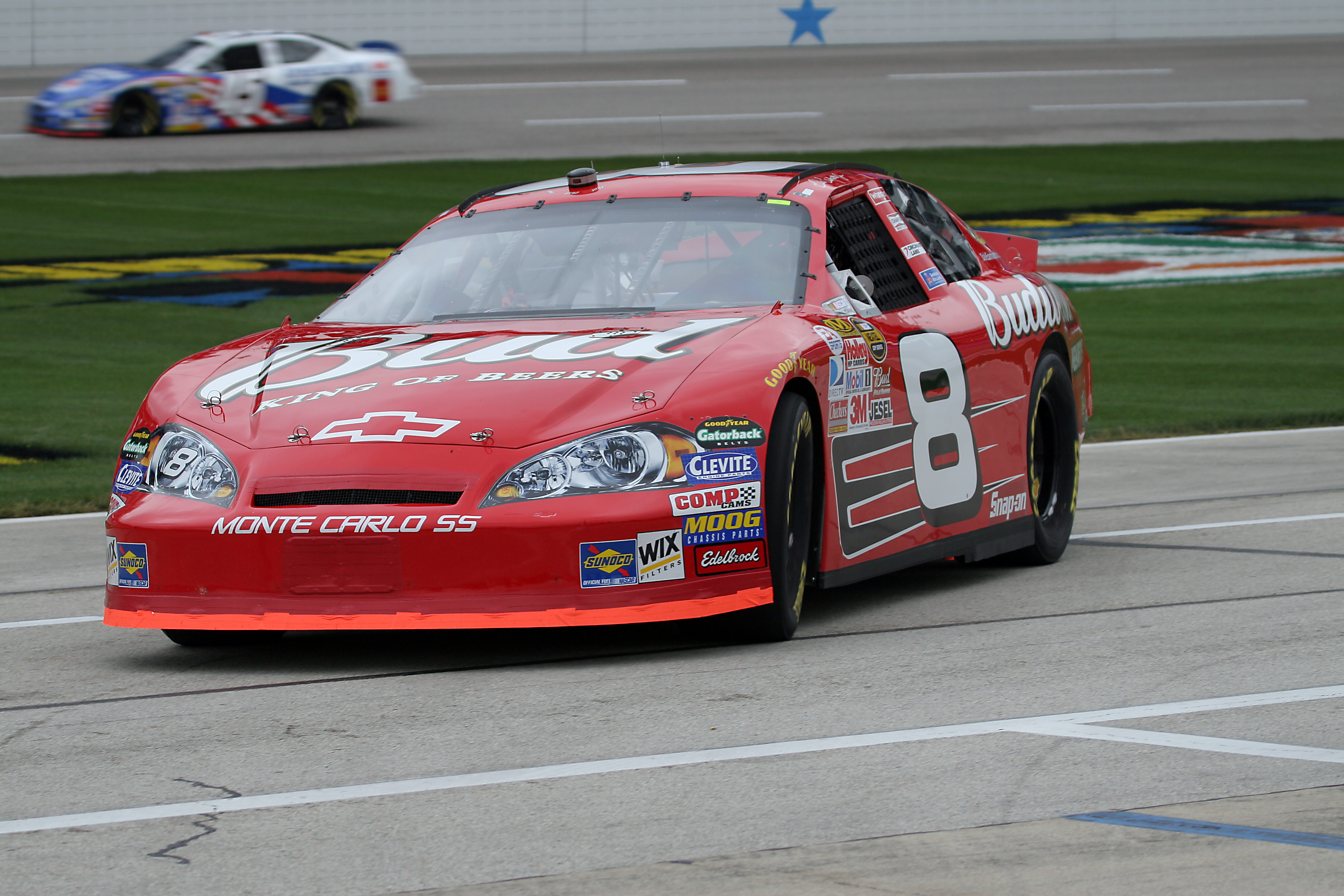
Earnhardt junior bei der Einfahrt zu den Garagen in Texas 2007

Die Saison 2007 begann für Earnhardt junior mit einem 32. Platz beim Daytona 500. Sein erstes Top-10-Resultat erzielte er auf dem Bristol Motor Speedway beim Food City 500, welches er als Siebter beendete. Das erste Top-5-Resultat fuhr er auf dem Martinsville Speedway beim Goody’s Cool Orange 500 ein. Er führte insgesamt 136 Runden lang und beendete das Rennen als Fünfter. Mit dem siebten Platz auf dem Talladega Superspeedway beim Aaron’s 499 erzielte er das dritte Top-10-Resultat der Saison. Am 14. Mai wurden Dale Earnhardt junior 100 Meisterschaftspunkte abgezogen ebenso wie Wagenbesitzerin Teresa Earnhardt. Sein Crew Chief musste 100.000 US-Dollar Strafe zahlen und wurde für sechs Rennen gesperrt, weil illegale Halteklammern für das Anbringen des Heckflügels an seinem Wagen verwendet wurden.
Am 27. Mai 2007 fuhr Earnhardt junior einen camouflagefarbenen Wagen beim Coca-Cola 600 am Memorial Day, um für Spenden für die Familien der US-Truppen zu werben. Jeff Gordon, Jimmie Johnson, Greg Biffle, Mark Martin, Ward Burton, Denny Hamlin, Casey Mears, Shane Huffman und Jon Wood änderten zu diesem Anlass ebenfalls die Lackierung ihrer Wagen. Earnhardt junior beendete das Rennen als Achter, nachdem er noch sieben Runden vor Schluss die Führung innegehabt hatte.
Am 5. August 2007 erzielte Earnhardt junior auf dem Pocono Raceway beim Pennsylvania 500 seine erste Pole-Position seit der Saison 2002 und beendete es als Zweiter hinter Kurt Busch. Am 12. August kämpfte er auf dem Watkins Glen International beim Centurion Boats at The Glen um den Einzug in den Chase. Nachdem Earnhardt junior im Rennen bereits auf Position 2 gelegen war, bedeutete ein Motorschaden in Runde 64 sowohl das Aus im Rennen als auch im Kampf um den Einzug in den Chase.

#### Wechsel zu Hendrick Motorsports
Nach vielen Spekulationen kündigte Earnhardt junior am 10. Mai 2007 an, das von seinem Vater gegründete Team Dale Earnhardt Inc. zu verlassen, um ab der Saison 2008 für ein anderes Team zu fahren. Am 13. Juni 2007 verkündete er auf einer Pressekonferenz, im nächsten Jahr für Hendrick Motorsports zu fahren. Er übernimmt den Platz von Kyle Busch und unterschrieb einen Fünfjahresvertrag. Nachdem am 13. Juli 2007 bekannt geworden war, dass sein langjähriger Sponsor Budweiser nicht mit zu Hendrick Motorsports wechseln würde, kam am 30. Juli das Gerücht auf, dass sich die US National Guard und Mountain Dew das Sponsoring teilen würden. Am 19. September wurde vom Team offiziell bekanntgegeben, dass Pepsi mit seinen beiden Marken Mountain Dew und AMP Energy by Mountain Dew sowie die US National Guard die neuen Sponsoren sein werden.
Gleichzeitig wurden auch die Spekulationen um die Startnummer von Earnhardt junior ab der Saison 2008 beendet. Nachdem am 15. August 2007 endgültig bekannt wurde, dass er seine traditionelle Startnummer 8 aufgrund von Differenzen mit seiner Stiefmutter und Besitzerin des Teams Dale Earnhardt Inc. nicht mit nach Hendrick nehmen können würde, gab Hendrick Motorsports auf der Pressekonferenz bekannt, dass Earnhardt junior im Wagen mit der Startnummer 88 ins Rennen gehen werde, mit der bereits sein Großvater Ralph Earnhardt 1957 Rennen fuhr. Diese wurde zuvor von Robert Yates Racing zurückgezogen und an das Team übertragen. Laut Aussage von Robert Yates fuhr er bereits selbst gegen Ralph Earnhardt und er sei stolz, die Startnummer an Earnhardt junior übertragen zu können.

### 2008

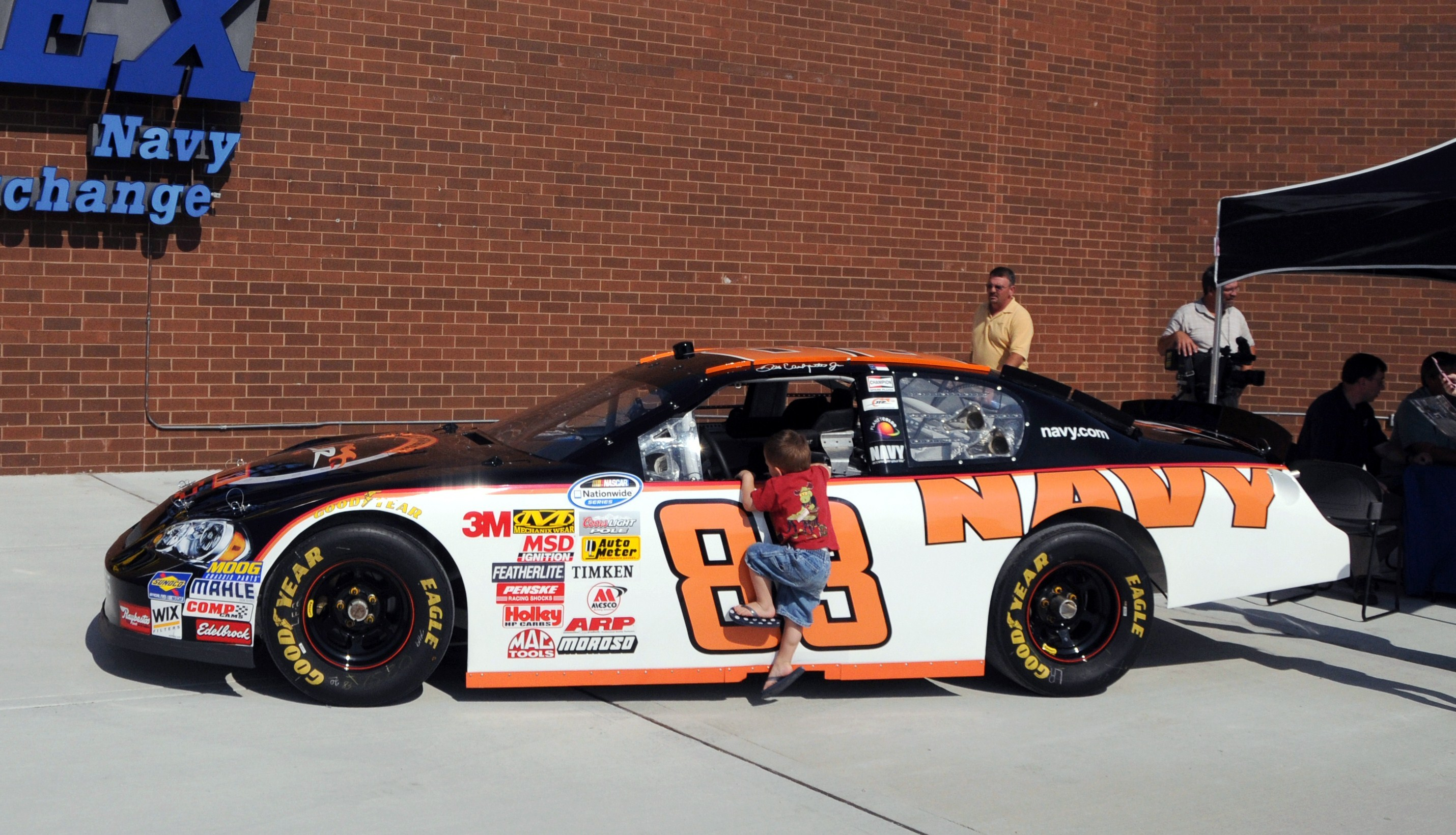
Wagen Nummer 88

Gleich in seinem ersten Rennen für sein neues Team von Hendrick Motorsports gewann Earnhardt junior das Budweiser Shootout auf dem Daytona International Speedway am 9. Februar 2008. Er führte das Feld in 47 von 70 Runden in seinem #88 Chevrolet Impala SS an und stellte damit einen neuen Rekord für die meisten Führungsrunden im Budweiser Shootout auf. Am 15. Juni 2008 holte Earnhardt junior beim LifeLock 400 auf dem Michigan International Speedway seinen ersten Sieg in einem Punkterennen nach 76 sieglosen Rennen.

### Karriereende
Am 25. April 2017 gab er sein Karriereende als Vollzeitfahrer zum Ende der Saison 2017 bekannt.

## Medienpräsenz
- Dale Earnhardt junior ist Gastgeber der Show Back In The Day, die einen Rückblick auf die Rennen in den 1960er und 1970er Jahren gibt
- Er ist Gastgeber von Dale Earnhardt junior’s Unrestricted, einer Sendung auf XM Sports Nation
- Dale Earnhardt junior war im Video zu Show Me What You Got von Jay-Z zu sehen, wo er zusammen mit Jay-Z in einem Ferrari F430 Spider ein Rennen gegen Danica Patrick in einem Pagani Zonda fährt
- Auftritt im Video für Anti-Pop der Matthew Good Band, mit dessen Frontmann Matthew Good er gut befreundet ist.
- Auftritt in Video zum Lied Steve McQueen von Sheryl Crow
- Auftritt im Video Rough And Ready des Country-Musikers Trace Adkins
- Zusammen mit Tony Stewart Auftritt im Video The Road I’m On von Three Doors Down
- Auftritt im Film Talladega Nights: The Ballad of Ricky Bobby, als er Ricky nach einem Autogramm fragte und sagt: „Aber erzähle es nicht den anderen Fahrern“
- Seine Stimme ist im Videospiel Scarface: The World is Yours zu hören
- Stimme des Wagens mit der Startnummer 8 im Film Cars
- Auftritt im Video zu Right On Time von O.A.R.
- Auftritte in Werbespots zu Budweiser, Kentucky Fried Chicken, NAPA, Domino’s Pizza, Gillette, Enterprise Rent-A-Car, Drakkar Noir Cologne, Wrangler Jeans, Chevrolet, Polaris Industries, Nationwide Insurance und Tylenol
- Auftritt im Musikvideo Rockstar der kanadischen Rockband Nickelback
- In der Sendung „Fast N’ Loud“ bestellte er bei den Gas Monkeys einen Nomad Bel Air von Chevrolet
- Im April 2016 stellte er sein Gehirn zu post-mortem-Analysen auf chronisch-traumatische Enzephalopathie (CTE) zur Verfügung,[8] die im Zusammenhang mit wiederholten Kopfstößen und Gehirnerschütterungen steht.